# 무주 관음사 목조관음보살상
무주 관음사 목조관음보살상(茂朱 觀音寺 木造觀音菩薩像)은 대한민국 전북특별자치도 무주군 관음사에 있는 불상이다. 2009년 10월 9일 전라북도의 유형문화재 제216호로 지정되었다.

## 개요
이 보살상은 1650년(효종 1)에 전라도 지역에서 활동하던 대표적인 조각승 무염(無染), 성수(性修), 경성(敬性)에 의해 조성된 불상으로 17세기 불상의 전형적인 특징을 잘 보여주고 있다. 신체에 비해 다소 얼굴이 크지만 안정감 있는 자세, 오똑한 코, 단정한 결가부좌의 자세를 가지고 있다. 조성연대가 확실하고 주로 전라도 지역에서 활동한 조선후기 조각승 연구에 귀중한 자료로 평가된다.

## 참고 자료
- 관음사목조관음보살상 - 국가유산청 국가유산포털